# Cazenovia (Wisconsin)
Cazenovia è un villaggio degli Stati Uniti d'America situato tra le contee di Richland e Sauk nello Stato del Wisconsin. La popolazione era di 318 persone al censimento del 2010. Di questi, 314 abitavano nella contea di Richland, e solamente 4 ne abitavano nella contea di Sauk.

## Geografia fisica
Cazenovia è situata a 43°31′24″N 90°11′49″W (43.523400, -90.196894).
Secondo lo United States Census Bureau, ha un'area totale di 0,98 miglia quadrate (2,54 km²).

## Società

### Evoluzione demografica
Secondo il censimento del 2010, c'erano 318 persone.

### Etnie e minoranze straniere
Secondo il censimento del 2010, la composizione etnica della città era formata dal 98,1% di bianchi, lo 0,6% di asiatici, e l'1,3% di due o più etnie. Ispanici o latinos di qualunque razza erano l'1,6% della popolazione.